# Saint-Étienne-sur-Suippe

Saint-Étienne-sur-Suippe este o comună în departamentul Marne, Franța. În 2009 avea o populație de 278 de locuitori.